# 롤랜드 MC-202

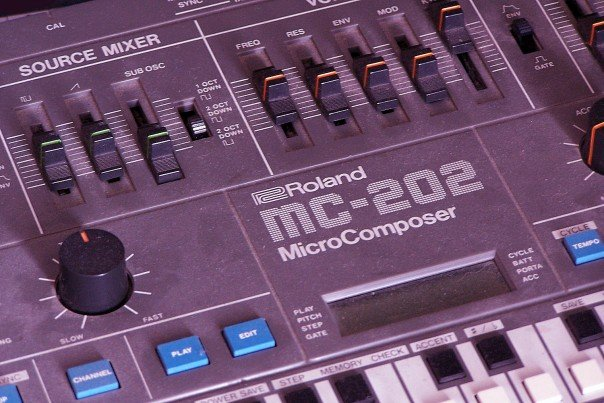

롤랜드 MC-202(Roland MC-202, MicroComposer, 마이크로컴포저)는 롤랜드가 1983년에 출시한 모노포닉 아날로그 신시사이저이자 음악 시퀀서이다. 최초의 그루브박스였다. 이 신시사이저는 TB-303 베이스 신시사이저 및 SH-101 신시사이저와 유사하며 동시 톱 및 사각/펄스 폭 파형을 갖춘 하나의 전압 제어 발진기를 특징으로 한다. MC-8 및 MC-4를 포함한 마이크로컴퍼지 시퀀서 제품군의 후속 제품이다. 이 장치는 휴대 가능하며 배터리나 외부 전원 공급 장치로 작동할 수 있다.